# 三教寺 (西城区)
39°52′32″N 116°22′07″E / 39.8755168°N 116.3685279°E
三教寺，位于北京市西城区盆儿胡同，是一座汉传佛教寺院。

## 简介
三教寺原名玉皇庙。朱一新《京师坊巷志稿》“盆儿胡同”条记载：“井二。华严寺俗称圣贤庵，井一。南有玉皇庙，道光间重修，改名三教寺，详寺观，井一。西为天仙庵，比丘尼居之。迤南有关帝庙，俗称金顶庙，已圮，井一。盆儿胡同之西皆旷地也，旧有丁家穿店，邹家穿店，今皆废。南曰红水坑，井二。前有火神庙，明宣德四年建，碑称其地为元之火焰营。近庙毁重建，仅三楹，碑亦毁。少西曰万寿东宫，明之宏仁万寿宫也。曰白马寺坑，地以寺名，皆久废。《宸垣识略》言寺在天官保，今罕能举其名矣。曰双槐树，曰万寿西宫，明万历间建，尚完整，额书关帝庙，有神宗御制封号碑，井一。庙旁旧有松树头条、二条、三条胡同，今废为蔬圃，井二。《藤阴杂记》：玉皇阁在盆儿胡同。严宗伯我斯登玉皇阁诗：双阙烟生缥缈外，万山青在有无中。……案：万寿宫久废，神像移于玉皇庙，今庙亦颓敝矣。”
《钦定日下旧闻考》卷六十“城市外城西城二”记载：

增：玉皇庙，在盆儿胡衕。（《五城寺院册》）
臣等谨按：玉皇庙在宏仁万寿宫遗址之西，明万历中建，本朝顺治十四年重修，世祖章皇帝临幸其地赐帑金一千两。庙门西向，前为玉皇殿，中为文昌殿，有明万历中光禄寺少卿史记事碑，本朝顺治十八年大学士金之俊碑，最后又有殿三楹，亦祀文昌，东西祀诸葛武侯、文信国，殿庭有鼎一座，文曰“万历四十四年季冬吉日造崇真保运之殿安供”，考“崇真保运”即上条《行国録》所载文昌殿额，其旁又有雷神殿三楹，俱从宏仁万寿宫移奉于此者。
增：史记事玉皇庙碑略：岫云王氏一清，徽之歙人，少习制举，长事元修。神宗圣母弗豫，荣昌公主命岫云祷之有应，遂为建玉皇庙。山门西向，前殿三楹，严玉皇像，后殿三楹，严文昌像。膳堂、内库、云舎、香厨咸备。剏始于万历二十九年春，落成于四十八年秋。天启四年嘉平立。

增：金之俊重修玉皇庙碑略：京师城南玉皇庙，为都城胜境。顺治丁酉，住持清勤谋新轮奂，既成文昌殿，复建立戒坛。世祖章皇帝临幸，发帑金一千两，遣牛录章京陈秉正赍赐，迄今又阅三载矣。清勤戚先皇帝钦祀之至意，伐石征文于余。恭惟先皇帝建中钦若，对越不违，既于深宫建台昭事，复就南苑崇建玉皇宝观，千楣万拱，碧炫金辉，极人天之壮丽。余昔曾受命制文，伏念先皇帝积精存诚，以昭格皇穹，普资群庶，集祉慈闱，即兹城隅邃刹，勤万乘之旌舆，洵帝王之盛事也。今皇上恭黙方新，孝思维则，方广饬祝釐跻世仁寿，以介两宫之纯嘏，赫兹崇宇，将与南苑宝观并峙神京，故欷歔追慕而并志之如此。顺治十八年二月二日
宏仁万寿宫文昌殿（崇真保运殿）、雷神殿的铜像迁至玉皇庙（后更名为三教寺）。中华人民共和国成立后，三教寺被中国戏曲学校占用。铜像中除了雷祖像因体积过大而无法运走外，其他全部移往旁边的天仙庵暂时保存，文化大革命后移奉白云观文昌殿。三教寺被中国戏曲学校占用后，逐渐被拆改，2000年夏，三教寺雷祖殿被挑顶扒墙拆除，雷祖像移往别处。仅余殿前两通螭首方座石碑：东碑额书“敕建玉皇庙碑”，碑文漫漶不清；西碑额书“十方题名碑记”，碑文题款为“乾清宫侍司礼监各衙门太监等官会首”，以下均为人名。两碑周围有多株古柏。

## 延伸阅读
- 由两座石碑引出白云观神像神号的错误，颐和吴老的博客，2013-10-24（页面存档备份，存于）